# Vyšné Žeruchové pliesko
Vyšné Žeruchové pliesko je dvojité jezero ve Vyšné Žeruchové kotlince v horní části Doliny Bielych plies ve Vysokých Tatrách na Slovensku. Má rozlohu 0,1010 ha a je 49 m dlouhé a 44 m široké. Maximální hloubka je přibližně 2,2 m. Jeho objem činí 840 m³. Leží v nadmořské výšce 1845 m. Jmenuje podle řeřichy – řeřišnice hořké (slovensky žerucha – žerušnica horká), která v okolí plesa roste.

## Okolí
Jihovýchodně se zvedá rameno vycházející na sever z Kozího štítu a na severu rameno vycházející na východ z Jahňačího štítu. Na severovýchod je krajina otevřená do Doliny Bielych plies a na jihozápadě terén stoupá do Žlté kotlinky.

## Vodní režim
Úroveň hladiny plesa značně kolísá. Pleso nemá povrchový přítok ani odtok. Z větší části odtéká voda do té menší, kde vytváří druhou část plesa. V letech s malým množstvím vody menší část vysychá. Rozměry jezera v průběhu času zachycuje tabulka:
| Rok     | Měření prováděl   | Rozloha ha | Délka m | Šířka m | Hloubka max.m | Objem m³ |
| ------- | ----------------- | ---------- | ------- | ------- | ------------- | -------- |
| 1956    | W.H. Paryski      | —          | 38      | 19      | 2,5           | —        |
| 1961–66 | pracovníci TANAPu | 0,100      | 49      | 44      | 2,5           | —        |
| 2005    | Gregor, Pacl      | 0,1010     | —       | —       | 2,2           | 840      |

## Přístup
Přístup pěšky není možný.